# Zdzisław Malicki
Zdzisław Feliks Malicki (ur. 20 kwietnia 1928 w Borszczowie, zm. 1 marca 2020 w Łańcucie) – polski inżynier, działacz gospodarczy i polityk, w latach 1965–1982 dyrektor naczelny Huty Stalowa Wola, poseł na Sejm PRL VIII kadencji.

## Życiorys
Syn Eugeniusza i Emilii. Po przesiedleniu po wojnie mieszkał z rodziną w Zamościu. Uzyskał wykształcenie wyższe techniczne na Wydziale Mechanicznym Politechniki Warszawskiej w 1953, po czym otrzymał nakaz pracy w Hucie Stalowa Wola, gdzie pracował na różnych stanowiskach,  m.in. jako technolog wydziałowy, dyrektor Zakładu Mechanicznego w latach 1965–1982 był jej dyrektorem naczelnym. Za jego czasów zakład rozpoczął produkcję maszyn budowlanych na licencji amerykańskiej firmy International Harvester. W 1982 przeszedł na emeryturę, jednak był później jeszcze szefem polsko-ukraińskiej spółki „Ukpol” oraz dyrektorem firmy „East-West” w Mielcu.
27 sierpnia 1954 został członkiem Polskiej Zjednoczonej Partii Robotniczej. W latach 1975–1978 zasiadał w egzekutywie jej Komitetu Wojewódzkiego w Tarnobrzegu. Od 1980 do 1985 pełnił mandat posła na Sejm PRL VIII kadencji w okręgu tarnobrzeskim. Zasiadał w Komisji Handlu Zagranicznego, Komisji Nauki i Postępu Technicznego, Komisji Przemysłu Ciężkiego, Maszynowego i Hutnictwa, Komisji Nadzwyczajnej do Kontroli Realizacji Porozumień z Gdańska, Szczecina i Jastrzębia, Komisji Planu Gospodarczego, Budżetu i Finansów oraz w Komisji Współpracy Gospodarczej z Zagranicą i Gospodarki Morskiej.
Został odznaczony Krzyżem Kawalerskim Orderu Odrodzenia Polski, Orderem Sztandaru Pracy II klasy oraz Srebrnym i Złotym Krzyżem Zasługi. Wyróżniony wpisami do „Księgi zasłużonych dla województwa rzeszowskiego” (1974) i do „Księgi zasłużonych dla województwa tarnobrzeskiego” (1978).
Zmarł 1 marca 2020. 12 dni później został pochowany na Cmentarzu Komunalnym w Stalowej Woli. We wspomnieniu pośmiertnym pozytywnie o Zdzisławie Malickim wyraził się prezydent Stalowej Woli, Lucjusz Nadbereżny:

Mocno wierzę, że ŚP Zdzisław Malicki z charakterystycznym zainteresowaniem i zaangażowaniem będzie na nas patrzył z innego, zasłużonego, niebieskiego stanowiska. W imieniu Mieszkańców oraz Samorządu Miasta Stalowej Woli składam Rodzinie oraz wszystkim Bliskim, wyrazy współczucia i wsparcia w tym smutnym dla nas wszystkich czasie ziemskiego pożegnania ŚP Zdzisława Malickiego. ŚP Zdzisław Malicki spocznie w domu, który sam zbudował, w Stalowej Woli, na cmentarzu komunalnym. Ten dzień będzie dla naszego miasta czasem żałoby wyrażającej naszą wdzięczność za życie i pracę ŚP dyrektora Malickiego.

W kwietniu 2023 w Stalowej Woli nadano jednej z ulic imię Zdzisława Malickiego.